# Bukit Tinggi (Pahang)
Bukit Tinggi is een plaats in de Maleisische deelstaat Pahang.
Bukit Tinggi telt 2700 inwoners.